# 디오 (밴드)
디오(Dio)는 보컬리스트 로니 제임스 디오가 1982년 블랙 사바스를 탈퇴하고 결성한 헤비 메탈 밴드이다.
초대 멤버는 기타에 비비언 캠벨, 베이스에 지미 베인, 드럼에 비니 어피스로 1983년 데뷔 앨범 ‘Holy Diver’를 발표하였다. 당시 로니 제임스 디오는 공연장에서 보컬과 키보드를 겸하기도 했지만 키보드에 보컬이 가려질 수 있기 때문에 새 키보디스트 클로드 슈넬을 영입하고, 1984년과 1985년에 ‘The Last in Line’, ‘Sacred Heart’를 연달아 발표한다. 1986년 비비안 캠벨이 밴드를 탈퇴, 화이트스네이크에 합류하게 된다. 디오는 크레이그 골디를 새로 영입하여 이듬해 통상 네 번째 앨범 ‘Dream Evil’을 발표하게 된다. 그 후 밴드의 멤버를 전격 교체하고 16살의 어린 기타리스트 로완 로버트슨을 영입, ‘Lock up the Wolves’를 발표한다. 이 앨범 후 로니 제임스 디오는 디오 결성 전 몸담았던 밴드 블랙 사바스로 복귀하지만 하나의 앨범에만 참여하고 다시 디오로 돌아오게 된다. 이 시기에 기타리스트 트레이시 G가 밴드에 합류하고 3개의 앨범-‘Strange Highways’, ‘Angry Machines’, ‘Inferno: Last in Live’-을 발표한다.
2000년 크레이그 골디가 다시 디오로 돌아와 ‘Magica’를 발표하지만 차기 앨범 ‘Killing the Dragon’을 채 발표하기도 전에 다시금 밴드를 떠나버려 덕 앨드리치가 이 앨범의 기타를 연주하였다. 2004년에는 전 도켄의 제프 필슨을 영입하여 ‘Master of the Moon’을 발표하였으며, 2005년에는 러시아에서의 공연 실황을 담은 DVD를 발표하기도 하였다.
리더이자 보컬인 로니 제임스 디오는 2010년 5월 16일 가족들이 지켜보는 가운데 위암으로 사망하였다. 그 후 밴드는 해체되었다.

## 구성원

### 현재 구성원
- 로니 제임스 디오(Ronnie James Dio) - 보컬
- 루디 사조(Rudy Sarzo) - 베이스
- 덕 앨드리치(Doug Aldrich) - 기타
- 사이먼 라이트(Simon Wright) - 드럼
- 스콧 워런(Scott Warren) - 키보드

### 전임 멤버
- 비비언 캠벨(Vivian Campbell) - 기타
- 지미 베인(Jimmy Bain) - 베이스, 키보드
- 비니 어피스(Vinny Appice) - 드럼
- 클로드 슈넬(Claude Schnell) - 키보드
- 크레이그 골디(Craig Goldie) - 기타
- 로완 로버트슨(Rowan Robertson) - 기타
- 테디 쿡(Teddy Cook) - 베이스
- 옌스 요한손(Jens Johansson) - 키보드
- 제프 필슨(Jeff Pilson) - 베이스
- 트레이시 지(Tracy G) - 기타
- 척 개릭(Chuck Garric) - 베이스

## 디스코그라피
- 1983 - Holy Diver
- 1984 - The Last in Line
- 1985 - Sacred Heart
- 1986 - Intermission
- 1987 - Dream Evil
- 1990 - Lock up the Wolves
- 1994 - Strange Highways
- 1995 - Diamonds: The Best of Dio
- 1996 - Angry Machines
- 1998 - Inferno: Last in Live
- 2000 - Magica
- 2002 - Killing the Dragon
- 2004 - Master of the Moon